# Max Agnese
Maximiliano Agnese, conocido como Max Agnese o Mac Agnese (Fort Lauderdale, Estados Unidos; 23 de abril de 1994) es un regatista estadounidense.
Comenzó a navegar en la clase Optimist con cinco años y ganó su primer campeonato del mundo a los once en la clase Melges 24. En los Campeonatos Mundiales de Vela Juvenil ganó la medalla de bronce en la clase SL16 en 2010 y la medalla de plata en la clase 29er en 2011. En 2017 ganó el Campeonato Mundial de la clase Snipe como tripulante de Raúl Ríos.
Formó parte del equipo de vela de Boston College, del que fue capitán en la temporada 2011-12.
Fue uno de los componentes del equipo de los Estados Unidos en el SailGP de 2019 junto con Rome Kirby, Riley Gibbs, Hans Henken y Dan Morris, antes de incorporarse al sindicato American Magic que representará al Club de Yates de Nueva York en la Copa América de 2021.